# اوکمالگی (اکلاهما)
اوکمالگی(به انگلیسی: Okmulgee) شهری در ایالت اکلاهما کشور ایالات متحده آمریکا است که جمعیت آن در سرشماری سال ۲۰۱۰ میلادی، ۱۲٬۳۲۱ نفر بوده‌است.